# Diasemia endoschista
Diasemia endoschista là một loài bướm đêm trong họ Crambidae.